# Georg Howitz
Johan Christian Georg Howitz, född 19 oktober 1821 på Bremersvold vid Rødby, död 8 oktober 1900 i Köpenhamn, var en dansk ingenjör och gasverkstekniker. Han var bror till Frantz Howitz.
Howitz blev student i Vordingborg 1840, avlade examen philosophicum 1841 och blev polyteknisk kandidat i använd naturvetenskap 1846 med kemi som huvudämne. Han vidareutbildade sig därefter, samtidigt som han var verksam som manuduktör. Han studerade teknisk kemi, främst cementtillverkning, teknisk mekanik och maskinlära, och avlade lantmäteriexamen 1849. Under en studievistelse i Paris 1847–1848 upplevde han februarirevolutionen. Han var amanuens hos professor Johan Georg Forchhammer 1848–1849 och anställdes 1850 av Köpenhamns kommun som inspektionsassistent vid vattenväsendet. År 1854 beslutade man att bygga Köpenhamns första gasverk och Howitz sändes då till England för att förkovra sig inom detta område. Som föreståndare för Västra gasverket från dess öppnande i december 1857 till pensioneringen 1891 blev han Danmarks främsta expert på detta område. Han förbättrade driften i flera avseenden, bland annat införde han användningen av myrmalm till gasens rensning i stället for den avsevärt dyrare kalken samt regelbunden laboratoriekontroll av verkets råvaror och produkter. Han var en energisk man med bestämda åsikter som tog avstånd från all byråkrati, vilket ledde till flera konflikter med stadsingenjören i Köpenhamn, Ludvig August Colding. Vid sidan av tjänsten som gasverksföreståndare byggde han 17 gasverk i Danmark och Sverige, anlade den första danska cementfabriken som använde bornholmsk kalksten, medverkade vid starten av kryolitbolaget efter rekommendation av professor Julius Thomsen, vidare vid starten av bland annat det bornholmska kaolinbolaget, Skromberga lervarufabrik i Sverige, "Pasteur"s mjölkförsörjning och margarinfabriken i Helsingborg. Efter pensioneringen löste han burskap som grosshandlare för att inträda i Frandsen & Meyers rörelse med cement och kalk samt var innehavare av ett talgsmälteri i Köpenhamn 1895–1900. Under sina sista år ägnade han sig även åt teosofiska studier. Han hade starkt socialt intresse, han deltog i grundandet av sjukkassor och stiftade Tagensvejs arbetarebostäder, for vilka han var ordförande till sin död.